# Viewers:1
『viewers:1』（ビューワーズ：ワン）は、YouTubeで2020年12月24日に公開された自主制作SF短編映画。監督は針谷大吾、小林洋介。当初の再生数は数百程度だったが、2021年1月29日に東宝とALPHABOATによるオーディション「GEMSTONE」第6弾企画「リモートフィルムコンテスト」のグランプリを受賞すると、SNSを中心に話題となり、現在では100万回再生を突破している。
人間の文明が崩壊したポストアポカリプス世界を舞台に、たった140秒で驚くべきスケール感とエモーショナルな結末を表現したことが高く評価された。
その後、追加撮影、音楽と編集の全面改訂を行った4分33秒の最終版が制作され、文化庁メディア芸術祭第25回 エンターテインメント部門 新人賞やショートショート フィルムフェスティバル2021スマートフォン 映画作品部門 supported by Sony 優秀賞などを受賞した。

## ストーリー
人類の文明が崩壊した、少し先の未来。一人の男がたった一人の視聴者に向け、孤独に配信を続けながら廃墟をさすらう。「ぐっちゃん」と名乗り、表面的には明るく振舞う彼だが、徐々に精神的に追い詰められていく。

## キャスト
- ぐっちゃん：橋口勇輝

## 製作
本作はコロナ禍の中、リモートで制作された。低予算で、そのほとんどをiPhoneで撮影している。また、人物のシーンのほとんどが主演の橋口勇輝による自撮り。予算や技術的制約により3DCGは用いられず、日用品などの写真をコラージュした画づくりが独自の視覚効果となっている。
主演が映っていない映像のほとんどは香川の風景。痩せた野良犬は、監督の小林が台湾に仕事で行った際に撮影したものを使用している。

## スタッフ
- 出演/撮影：橋口勇輝
- 監督/脚本/編集：針谷大吾、小林洋介
- 素材撮影：宮川鉄平・鈴木快・高階匠・小棚木俊[1]

## 受賞
- 「GEMSTONE」第6弾企画「リモートフィルムコンテスト」グランプリ受賞
- Short Shorts Film Festival & Asia 2020 スマートフォン映画作品部門 supported by Sony「優秀賞」受賞
- Young Directors Award 2021 Short Film – (up to 6 mins)部門 「Silver」受賞[6]
- ファンタジア国際映画祭Best International Short「Silver」受賞[6]
- ANOTHER HOLE IN THE HEAD presents WARPED DIMENSION AWARDS 2021　「Best Foreign Film」受賞[6]
- Sci-On! Award 2021　「Critics’ Choice Award」受賞[6]
- CICLOPE Asia “NO LOGO部門”Best(部門最高賞)受賞[6]
- 文化庁メディア芸術祭第25回 エンターテインメント部門 「新人賞」受賞